# الدين (2007 فلم)
هاهوف ، المعروف أيضًا باسم HaChov ، أو باللغة الإنجليزية، The Debt أو (الدين)، هو فيلم إسرائيلي مثير للفيلم الدرامي لعام 2007 من إخراج عساف برنشتاين وبطولة جيلا الماغور ويوري شيبورنوف وأوليج دراش، عن ثلاثة عملاء موساد متقاعدين يواجهون تحديًا من ماضيهم .
تمت إعادة إنتاجه كفيلم أمريكي / بريطاني 2010 The Debt ، حيث تم دمج قصتي يوزاف منغيله وأدولف أيخمان .

## المصبوب
ممثلين مع الشخصيات الرئيسية المقابلة:
| - جيلا الماجور (as Rachel Brener) - Yuriy Chepurnov - Oleg Drach - Sergiy Dvoretskyy - Netta Garti (as young Rachel Brener) - Evgeniya Gladiy - Reut Hajaj - Eran Ivanir - Aleksandr Kulish - يحزقيل لازاروف (as young Ehud) - Vlad Levitskyy - Victoria Malektorovych - Sergei Malyuga | - Judith Naman - Nadav Netz - Alexander/Alex Peleg [خطأ: تحقق من وسيط ورمز اللغة] (as Zvi) - Edgar Selge (as Max Rainer) - Elena Sikorskaya - Alexandra Smolyarova - Dmitry Sova - Viktor Stepanenko - Sergiy Strelnikov - Oded Teomi (as Ehud) - إيتاي تيران (as young Zvi) - Alon Zamek - Arieh Adler (narrator) |

## قطعة
الفيلم لا يعتمد على الواقع الفعلي، ويركز على فريق من فريق الموساد الإسرائيلي ، الذي قام في عام 1964 بالتقاط الطبيب النازي سيئ السمعة جوزيف مينجيل الذي أجرى تجارب إنسانية في معسكر الإبادة الألمانية ، وعندما يهرب منهم، يبلغون كما أطلق عليه الرصاص مرة واحدة في رأسه وقتل أثناء محاولته الهرب. في السنوات التالية، حصل الوكلاء على العديد من الجوائز على تصرفاتهم، مع عدم وجود أي شك في الحقيقة، لكن في أواخر التسعينيات، تعلموا أنه ربما يكون على قيد الحياة، ويتوب، ويحتمل أن يكشف حقيقة الأحداث.

## روابط خارجية
- مقالات تستعمل روابط فنية بلا صلة مع ويكي بيانات
- الموقع الرسمي
- The Debt  في قاعدة بيانات الأفلام على الإنترنت (بالإنجليزية)